# Jacques de Montberon
Jacques, signore di Montberon in Angoumois, oggi Montbron (XIV secolo – 1422), è stato un militare francese, maresciallo di Francia nel 1418.

## Biografia
Fu presente alla consacrazione di Carlo VI il 2 novembre 1380, accompagnando poi il re nella spedizione del 1382 contro i Fiamminghi, e fu nominato siniscalco d'Angoulême il 9 agosto 1386.
Nel 1387 servì in Guascogna sotto il maresciallo de Sancerre.
Nel 1408 sposò Marguerite de Sancerre, nipote del maresciallo. Rimasto vedovo, il 3 ottobre 1418 sposò in seconde nozze Marie de Maulévrier che portò in dote la baronia omonima.
Vicino al partito borgognone, divenne ciambellano di Giovanni di Borgogna. Fu nominato maresciallo di Francia il 27 luglio 1418 dallo stesso duca di Borgogna, allora reggente, ma venne destituito il 22 gennaio 1421 o 1422 durante la reggenza del trono di Francia da parte del re d'Inghilterra Enrico V. Morì nel 1422.